# Teslă

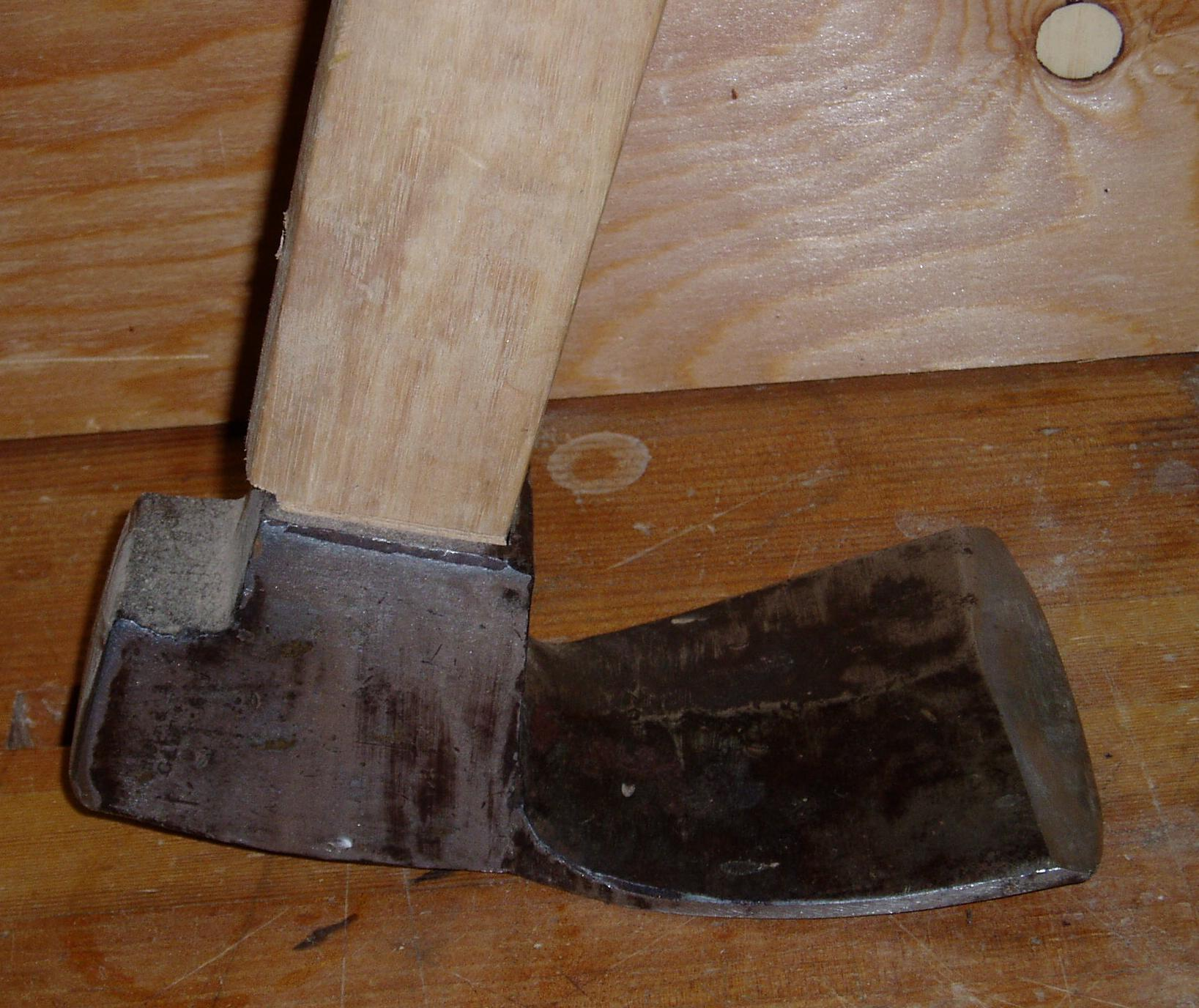
Teslă

Tesla (din limba slavă Тесла) este o unealtă cu coada scurtă, cu tăiș metalic lat și curbat, folosită de dulgheri, rotari și dogari la fasonarea lemnului.
Se aseamănă cu toporișca cu deosebirea că are lama ușor curbată perpendiculară pe mâner. Se folosește la cioplirea lemnului într-o formă brută; totuși dulgherii experimentați pot ciopli din teslă și forme mai fine. Cel mai adesea se  folosește la cioplirea grinzilor, dar poate fi folosită și ca unealtă de dărâmare - a unei sobe, a unui perete din material mai puțin rezistent, etc. Tesla cunoaște o mare varietate de forme și dimensiuni. Tipul de dulgherie are în lamă un orificiu care permite scoaterea (prin tragere) a cuielor bătute greșit - fiind totodată folosită și pe post de ciocan. Este un instrument străvechi (atestat și în Mesopotamia) și are răspândire universală.